# Кубрат (град)
Кубрат (буг. Кубрат, тур. Balbunar) град је у Републици Бугарској, у северном делу земље, седиште истоимене општине Кубрат у оквиру Разградске области.

## Географија
Положај: Кубрат се налази у северном делу Бугарске. Од престонице Софије град је удаљен 360 km североисточно, а од обласног средишта, Разграда град је удаљен 40 km северно.
Рељеф: Област Кубрата се налази у југоисточном ободу Влашке низије, које је брдовито и назива се Лудогорјем, на приближно 200 m надморске висине.
Клима: Клима у Кубрату је континентална.
Воде: Кубрат се налази у подручју са више мањих водотока.

## Историја
Област Кубрата је првобитно било насељено Трачанима, а после њих овом облашћу владају стари Рим и Византија. Јужни Словени ово подручеје насељавају у 7. веку. Од 9. века до 1373. године област је била у саставу средњовековне Бугарске.
Крајем 14. века област Кубрата је пала под власт Османлија, који владају облашћу 5 векова.
Године 1878. град је постао део савремене бугарске државе. Насеље постоје убрзо средиште окупљања за села у околини, са више јавних установа и трговиштем.

## Становништво
По проценама из 2010. године Кубрат је имао око 8.300 становника. Већина градског становништва су Турци, док су мањина етнички Бугари. Остатак су махом Роми. Последњих деценија град губи становништво због удаљености од главних токова развоја у земљи.
Претежан вероисповест месног становништва је ислам, а мањинска православље.